# Mòng két cánh lam

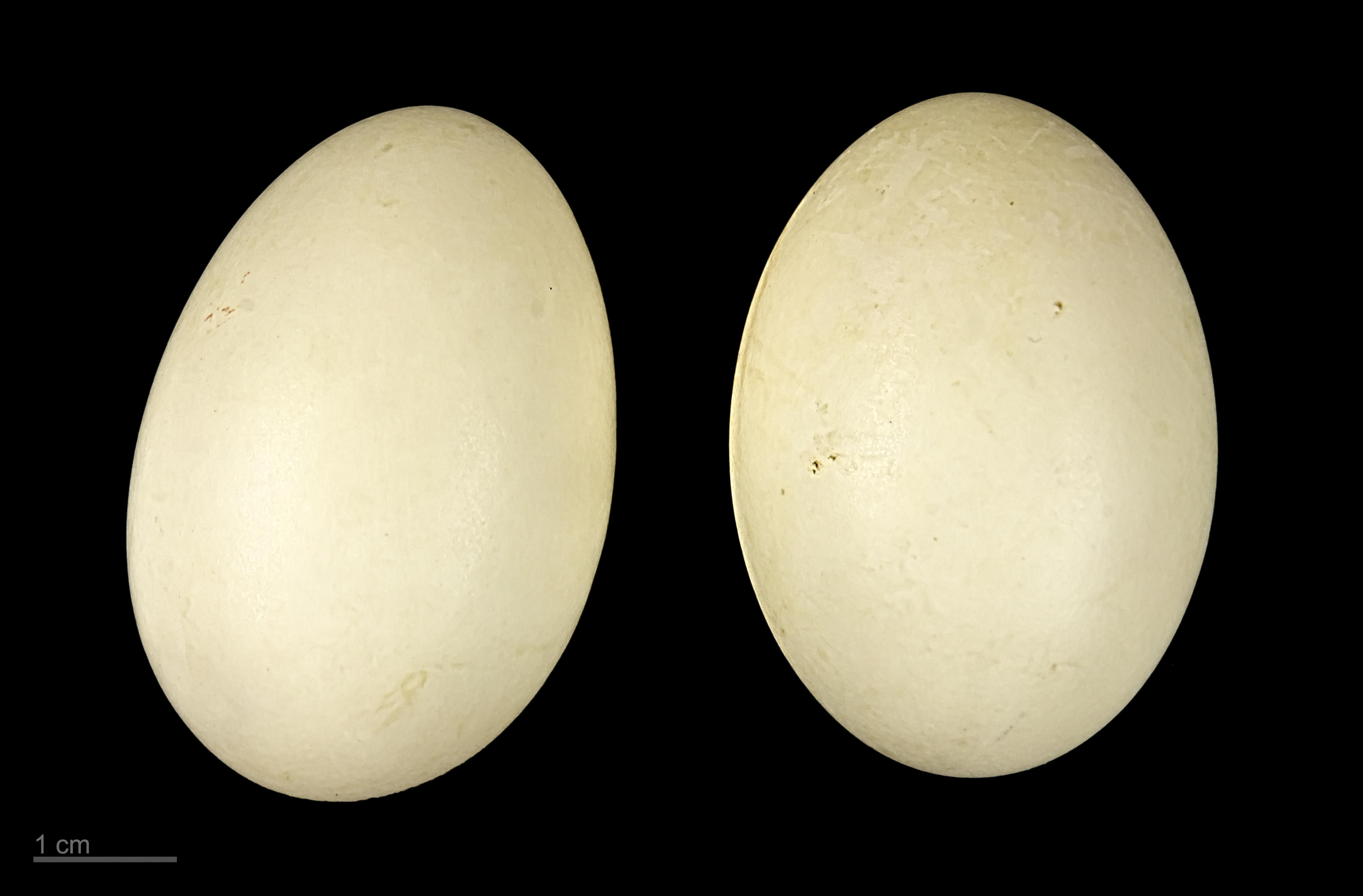
Anas discors

Mòng két cánh lam, tên khoa học Spatula discors, là một loài chim trong họ Vịt.
Loài này hiện diện ở Bắc Mỹ, nơi nó sinh sản từ miền nam Alaska đến Nova Scotia và phía nam đến phía bắc Texas. Chúng di chuyển dọc theo bờ biển Thái Bình Dương và Đại Tây Dương và về phía nam vào các đảo Caribbea và Trung Mỹ.